# 2048
2048 (ММXLVIII) e високосна година, започваща в сряда според Григорианския календар. Тя е 2048-ата година от новата ера, четиридесет и осмата от третото хилядолетие и деветата от 2040-те.